# Nationaal Sint Nicolaas Comité
Het Nationaal Sint Nicolaas Comité werd in 1993 opgericht voor het behoud van het Sinterklaasfeest als nationaal erfgoed.

## Stichting
Het bestuur van de Stichting Nationaal Sint Nicolaas Comité bestaat naast twee bestuursleden uit twee kunstenaars, een ervaren programmeur en een tweetal juristen. Dit comité verzorgt de Stoompage.
Secretaris van de Stichting is Frits Booy. Hij schreef als expert op het gebied van sinterklaashistorie en sinterklaasgebruiken in 2008 het boek Op zoek naar Zwarte Piet, een speurtocht naar de herkomst, de ontwikkeling en de betekenis van de dienaar van Sinterklaas. De stichting is gevestigd in Baarn.

## Roetpiet
Vanaf 2013 ontstond discussie over het vermeende discriminerende karakter van Zwarte Piet als steun en toeverlaat van Sinterklaas. Om aan de bezwaren tegemoet te komen kwamen het Nationaal Sint Nicolaas Comité en het Nederlands Centrum voor Volkscultuur en Immaterieel Erfgoed samen met de suggestie van de roetpiet.
Refererend aan de viering in een ver verleden zouden ook veel historische figuren in het gevolg van Sinterklaas toegevoegd moeten worden. Deze 'blanke knechten' als matrozen, lakeien en soldaten zouden zorgen dat Zwarte Piet minder centraal kwam te staan. Ter compensatie zou het gezicht van Piet met roetvegen donker gemaakt kunnen worden. Door deze figuren te vermommen met pruiken, snorren en baarden zouden deze onherkenbaar gemaakt kunnen worden.
Als tegemoetkoming naar de tegenstanders van Zwarte Piet werd geopperd om voortaan de krulpruik en de felrode lippen weg te laten.
- Gemeinsame Normdatei: 16259649-2
- International Standard Name Identifier: 0000 0004 9521 9354
- Library of Congress Control Number: no2019163432
- Virtual International Authority File: 205432855